# Uniwersytet Śląski w Katowicach

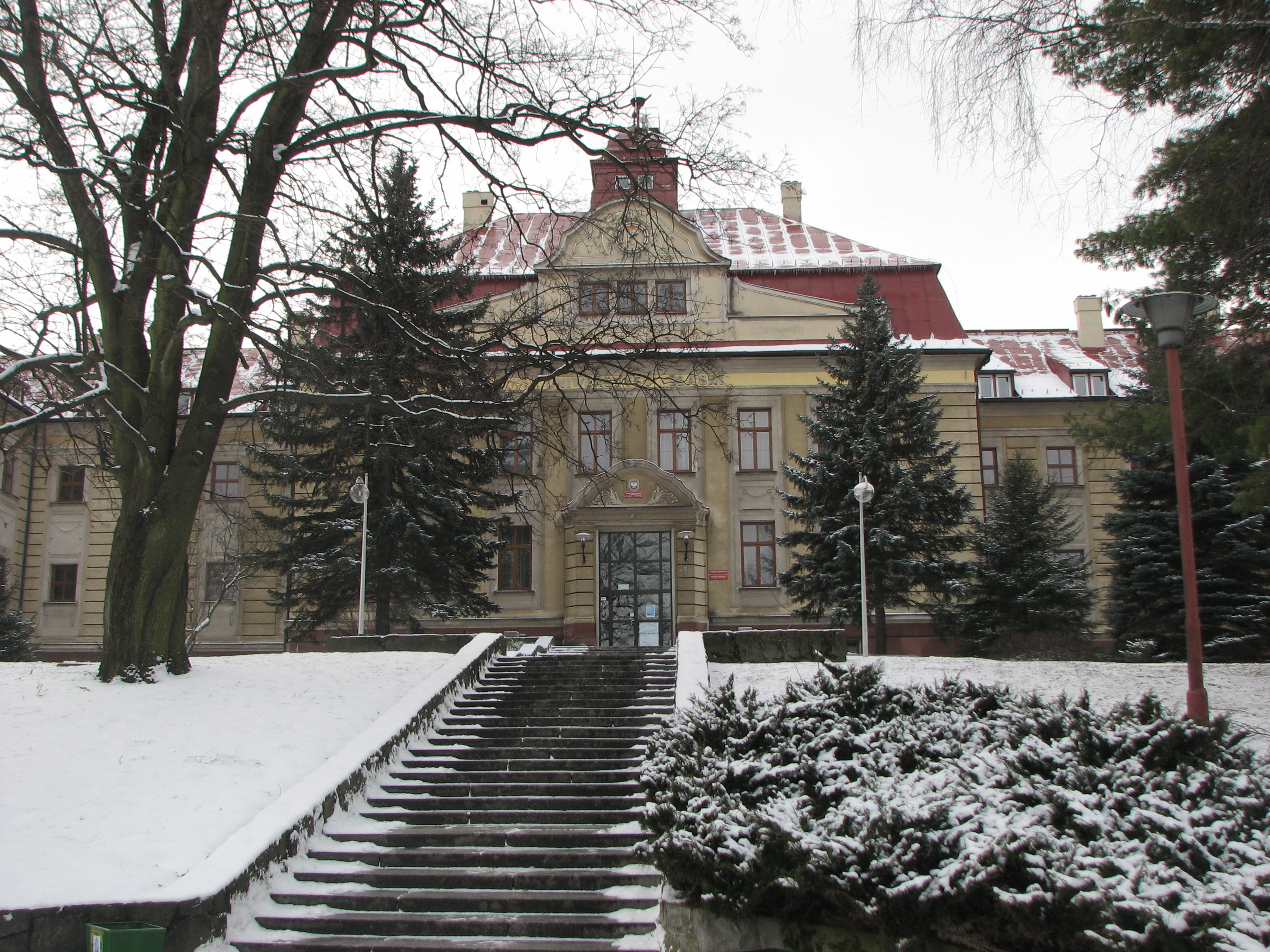
Wydział Sztuki i Nauk o Edukacji (Cieszyn, ul. Bielska 62)

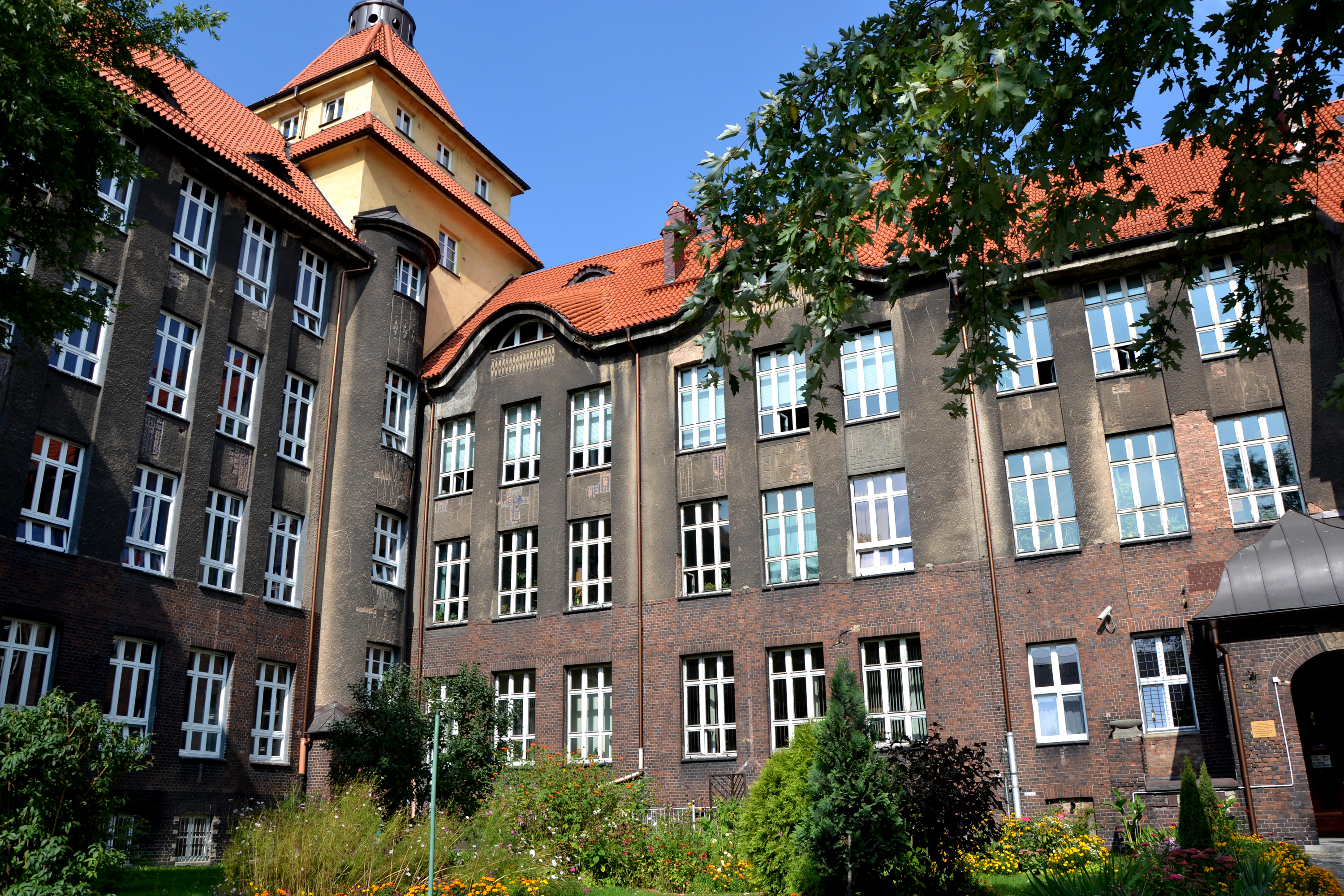
Wydział Nauk Przyrodniczych (Katowice, ul. Jagiellońska 28)

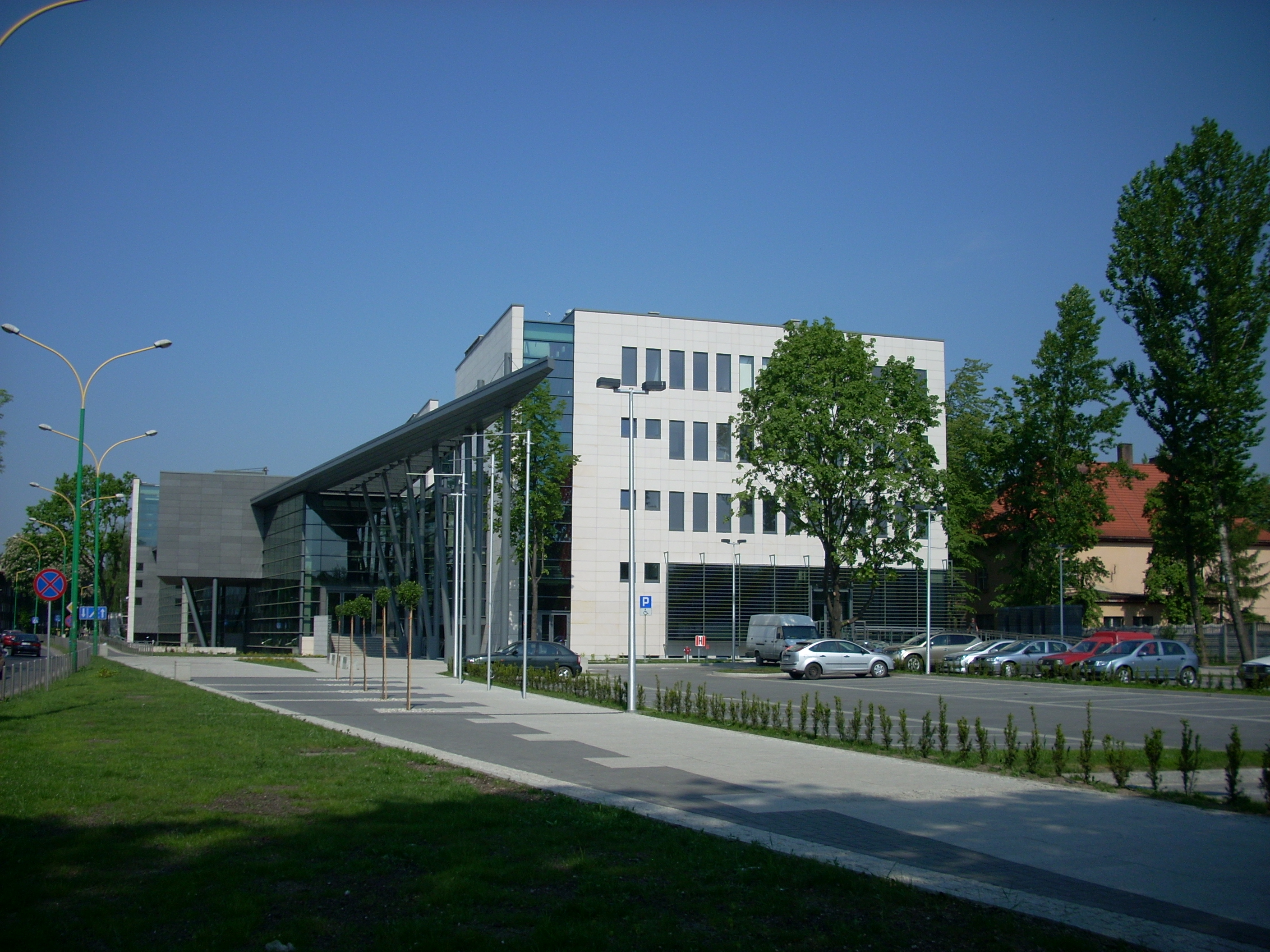
Wydział Humanistyczny (Sosnowiec, ul. Grota-Roweckiego 5)

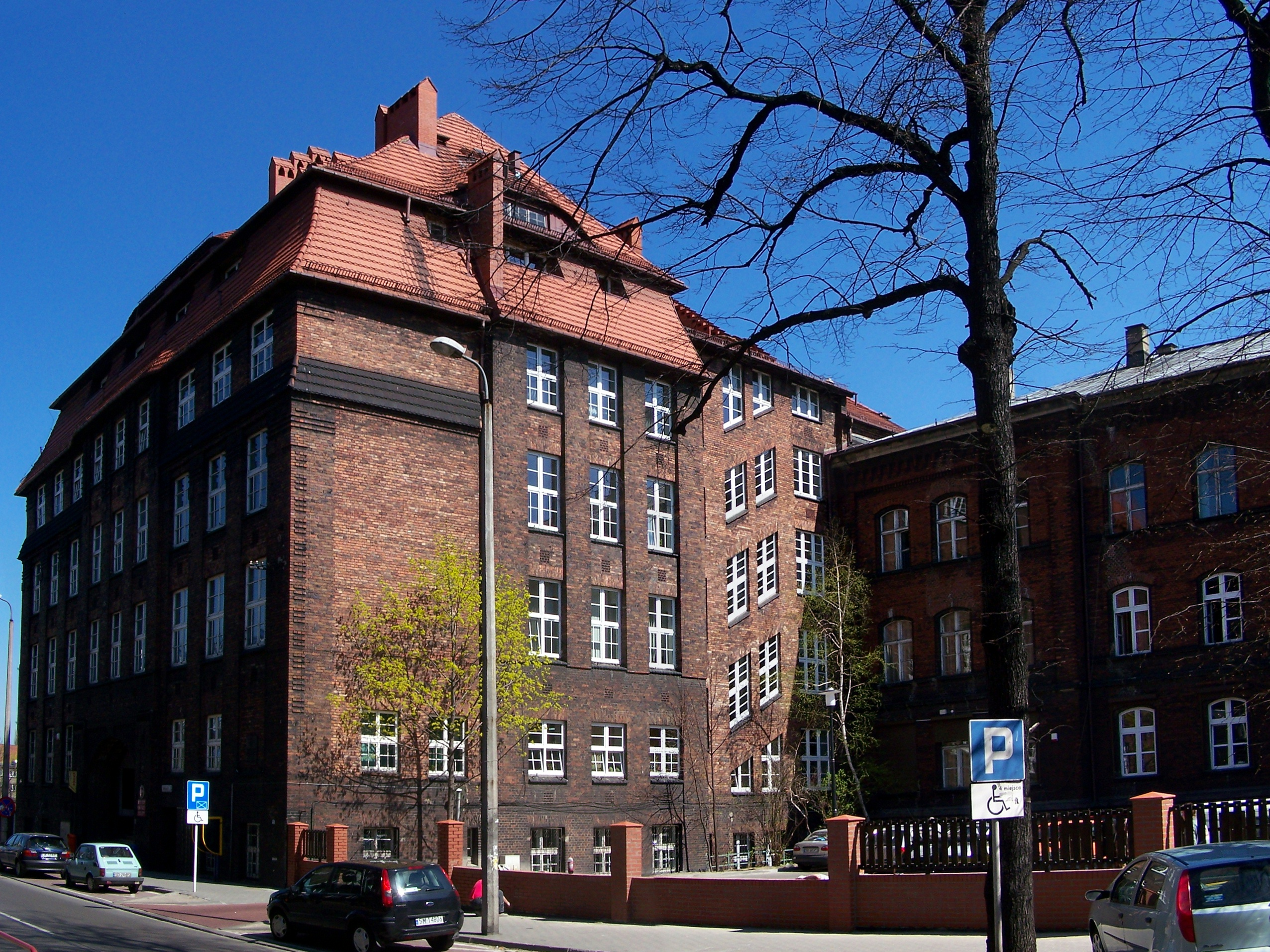
Wydział Nauk Ścisłych i Technicznych – Instytut Chemii (Katowice, ul. Szkolna 9)

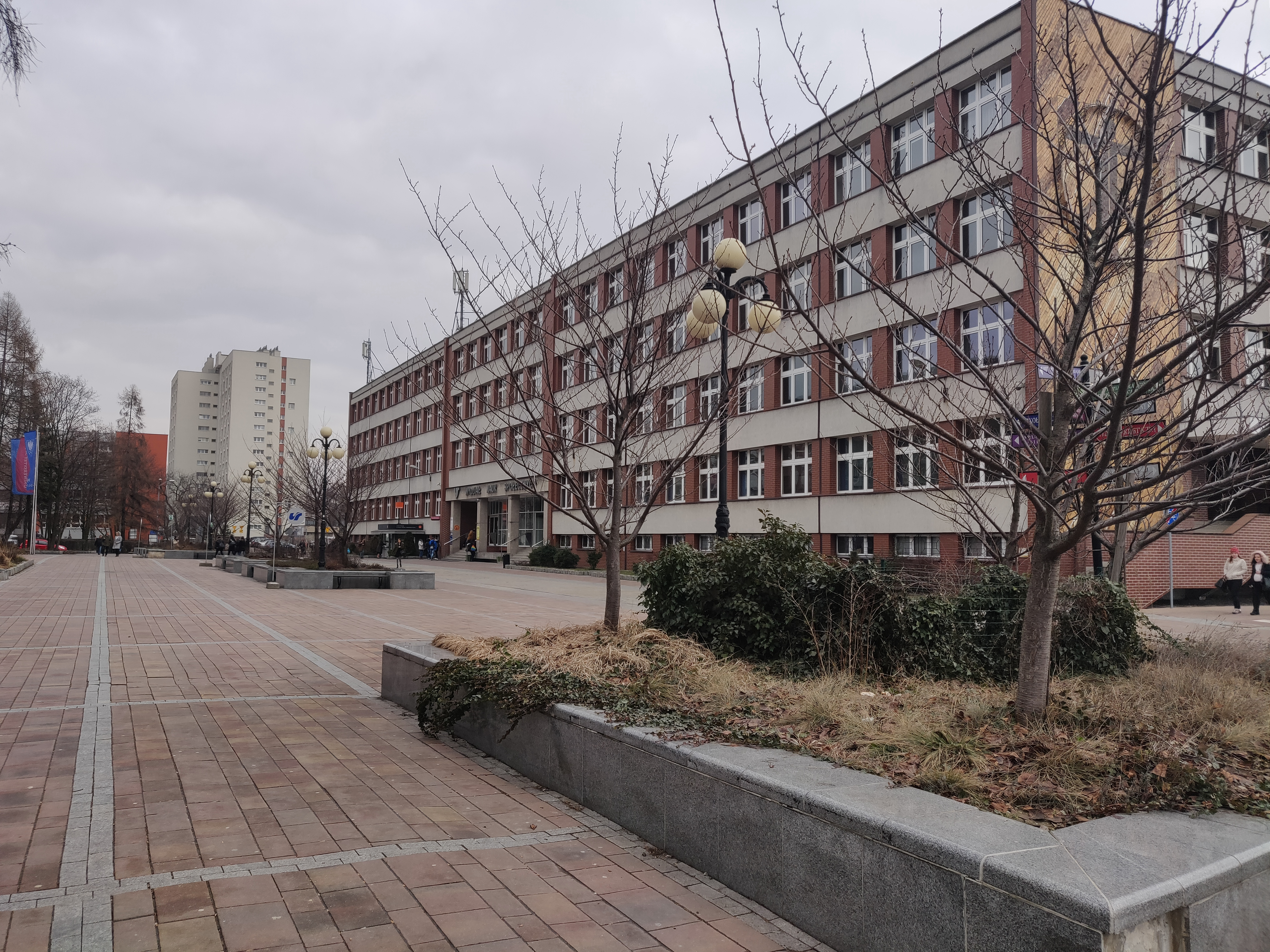
Wydział Nauk Społecznych UŚ (Katowice, ul. Bankowa 11)

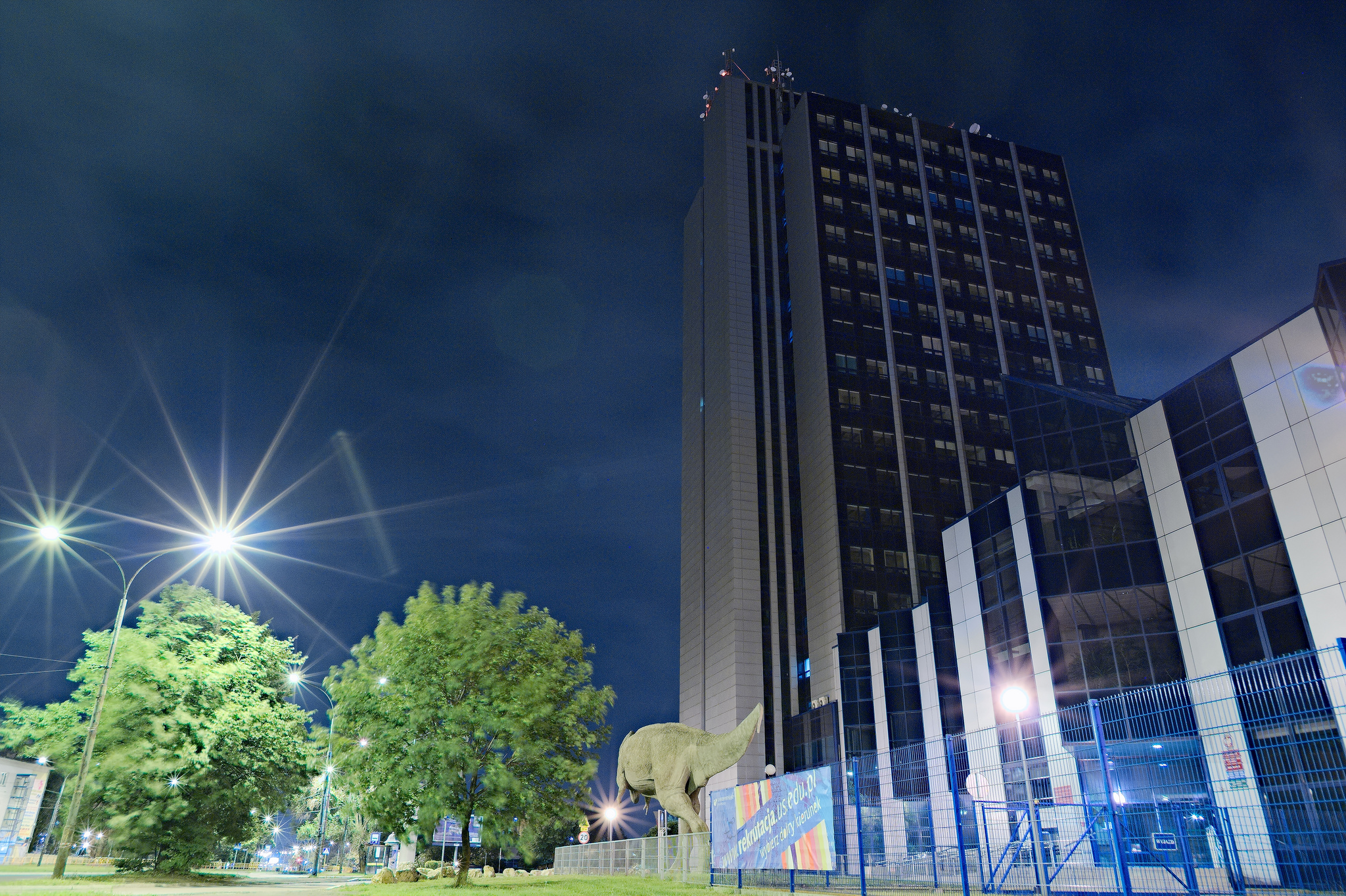
Siedziba Wydziału Nauk Przyrodniczych UŚ
(Sosnowiec, ul. Będzińska 60)

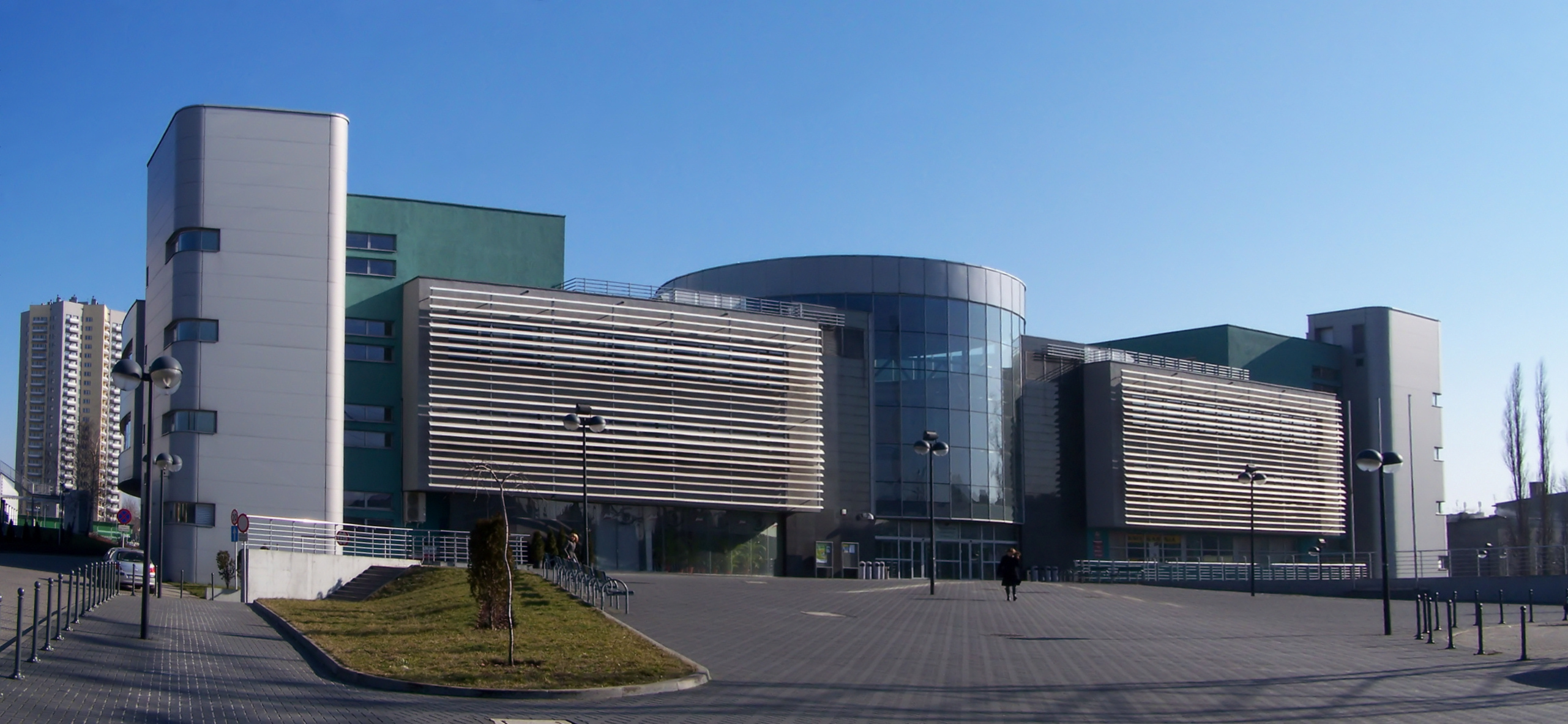
Siedziba Wydziału Prawa i Administracji UŚ
(Katowice, ul. Bankowa 11b)

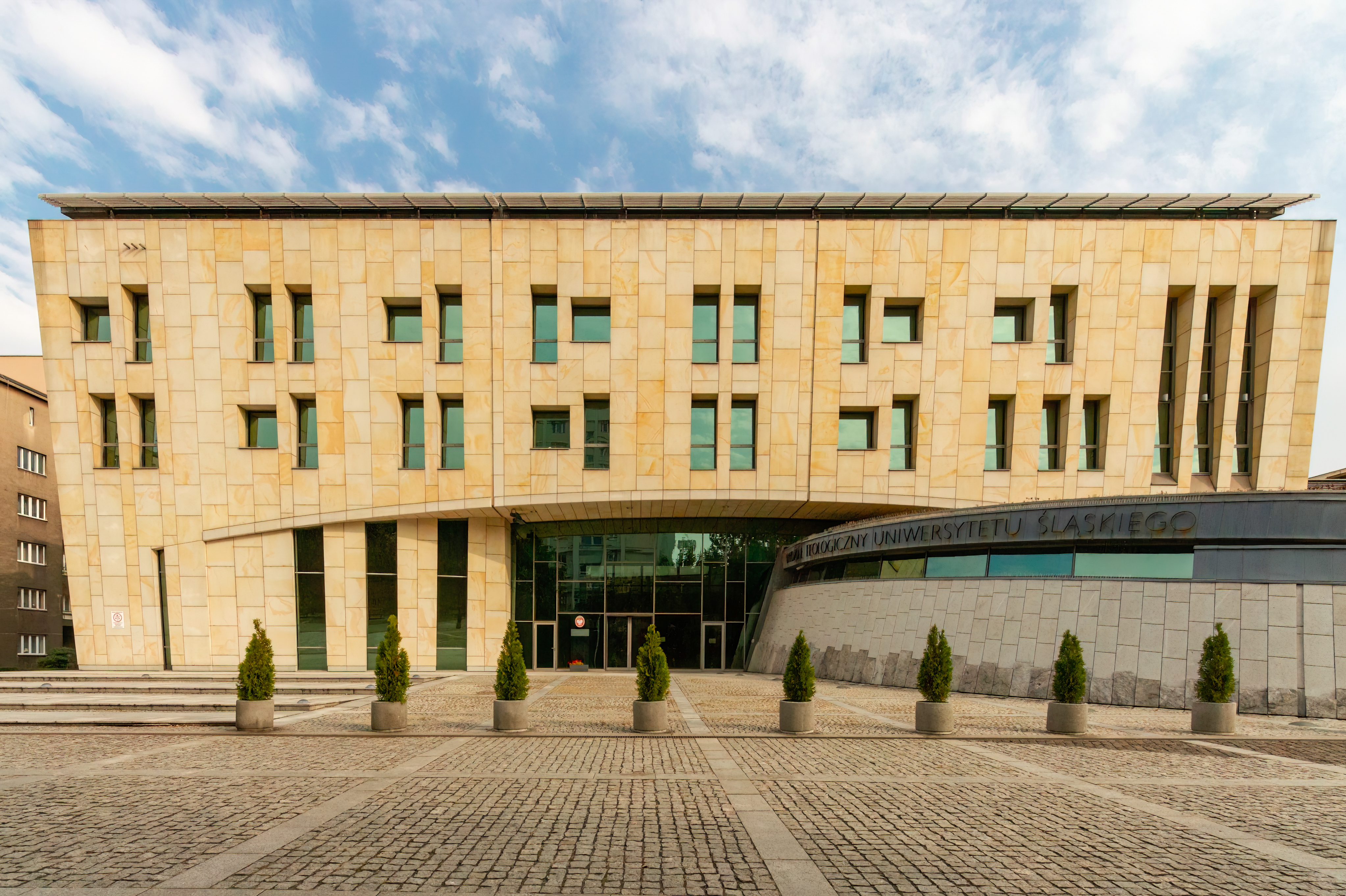
Siedziba Wydziału Teologicznego UŚ
(Katowice, ul. Jordana 18)

Uniwersytet Śląski w Katowicach (UŚ) – polski publiczny uniwersytet w Katowicach, który został utworzony 8 czerwca 1968 jako dziewiąta tego typu instytucja w Polsce.

## Historia

### Inicjatywa
Podejmowane w dwudziestoleciu międzywojennym starania o utworzenie w polskiej części Górnego Śląska uniwersytetu były procesem złożonym, a jego początek należy datować na rok 1921. Pierwsza inicjatywa powołania w województwie śląskim w 1921 uczelni należała do bpa Stanisława Adamskiego oraz Wojciecha Sosińskiego, posłów na Sejm Ustawodawczy. Z wnioskiem ustawodawczym nr 2455 z dnia 3 lutego 1921 r. na forum parlamentarnym wystąpili posłowie m.in.: ks. dr Władysław Chrzanowski, ks. Dachowski, ks. Kaczyński, ks. Hałko, W. Sosiński i inni z Chrześcijańsko-Narodowego Stronnictwa Pracy. Zgłoszenie wniosku o przygotowanie założenia w województwie śląskim uniwersytetu i politechniki nie miało jednak szans na realizację, przede wszystkim z powodu niedoboru personelu naukowo-dydaktycznego.
Myśl o utworzeniu w województwie śląskim tego typu placówki pojawiła się ponownie pod koniec lat 20 XX w. Potrzeba stworzenia w Katowicach instytucji, która m.in. podnosiłaby kwalifikacje nauczycieli szkół powszechnych i średnich zaowocowała powołaniem w 1928 roku Instytutu Pedagogicznego w Katowicach. Z czasem planowano przekształcenie ośrodka na uniwersytet, ambitnych założeń nie udało się jednak wtedy urzeczywistnić. Program kursów dokształcających w Instytucie obejmował głównie przedmioty pedagogiczne, uzupełniane przez przedmioty nauczane w szkołach powszechnych i średnich oraz pomocnicze (filozofia, biologia wychowawcza, antropologia pedagogiczna, socjologia wychowania). Poza działalnością dydaktyczną, Instytut angażował się w prace naukowo-badawcze oraz wydawnicze. Wybuch II wojny światowej przerwał rozwój katowickiego ośrodka dydaktycznego, jednak już w marcu 1945 roku rozpoczęto działania zmierzające do jego reaktywacji, jedynie reaktywując przedwojenne Państwowe Pedagogium oraz Instytut Pedagogiczny.
Instytut Pedagogiczny w Katowicach nie posiadał uprawnień szkoły wyższej, a potrzeba powołania do życia instytucji zaspokajającej nie tylko potrzeby edukacyjne województwa śląskiego, ale również pełniącej funkcję ogniska polskiej kultury była nadal żywa. Z tego też powodu ponownie podjęto starania o utworzenie w Katowicach uniwersytetu. W maju 1945 roku powstał Obywatelski Komitet Przygotowawczy Uniwersytetu Śląskiego w Katowicach. Efektem pracy Komitetu był Memoriał w sprawie założenia Uniwersytetu w województwie śląsko-dąbrowskim szeroko uzasadniający postulat utworzenia Uniwersytetu Śląskiego. „Komitet ten wypracował konkretny plan organizacyjny, kadrowy, lokalowy i gospodarczy”. Wbrew oczekiwaniom i nadziejom, ówczesne warunki społeczno-polityczne nie były sprzyjające dla tej inicjatywy.
W 1946 roku powołano Państwową Wyższą Szkołę Pedagogiczną w Katowicach. W 1947 roku została jednak przeniesiona do Łodzi decyzją władz państwa i włączona do tamtejszej PWSP). W 1950 roku powołano do życia ponownie Państwową Wyższą Szkołą Pedagogiczną w Katowicach, która zajęła miejsce likwidowanego ostatecznie Instytutu Pedagogicznego w Katowicach. W ten sposób PWSP w Katowicach – pierwotnie utworzona w 1946 roku – wznowiła swą działalność na terenie Katowic, a jej rektorem został prof. Józef Pieter. Pierwsze lata funkcjonowania uczelni były trudne, jednak późniejszy okres przyniósł znaczny rozkwit uczelni. PWSP (już jako Wyższa Szkoła Pedagogiczna w Katowicach) uzyskała pełnię praw akademickich, stworzono na niej 9 kierunków studiów (4 humanistycznych i 5 ścisłych).
W latach 50 XX wieku na nowo odżyły nadzieje związane z utworzeniem w województwie katowickim wyższej szkoły humanistycznej. W 1957 roku na łamach tygodnika „Przemiany” prof. Józef Pieter pisał: „W ramach zasadniczej rewizji naszego szkolnictwa wyższego miejsce poczesne powinna znaleźć stara i zaniedbana, lecz wciąż aktualna, sprawa uniwersytetu dla okręgu górnośląskiego; sprawa Uniwersytetu Śląskiego w Katowicach. Aktualna jest ona nieledwie od chwili przyłączenia Górnego Śląska do Polski, to jest od roku 1921. […]

Największe w Polsce, około trzymilionowe skupisko ludności Górnego Śląska powinno mieć swoją wszechstronną uczelnię akademicką w postaci uniwersytetu. Nie mając jej, ludność Śląska jest w sposób jawny pokrzywdzona. […]

Kilka wyższych szkół już jest, to prawda, lecz jako uczelnie zawodowe mają one niewielkie szanse rozwoju […]. Uniwersytet to nie jest po prostu wieloliczbowa szkoła zawodowa. Jest to i być powinien – najbardziej twórczy ośrodek nauki i kultury, ośrodek intelektualny z najlepszymi warunkami do pracy badawczej […]. Takiego właśnie ośrodka naukowego Śląsk Górny żąda dla siebie ze względów kulturalnych i politycznych […]”.
Tymi słowami, w artykule Kiedy Uniwersytet w Katowicach?, ówczesny rektor PWSP w Katowicach upominał się o utworzenie w stolicy województwa wyższej szkoły humanistycznej. Kwestię tę podnosił również publicysta Stowarzyszenia PAX Szczepan Balicki. W artykule zatytułowanym Dziś Śląsk czeka na uniwersytet pisał: „Sieć wyższych uczelni już na pierwszy rzut oka wykazuje rażąca niesprawiedliwość polegającą na tym, że najludniejsze województwo, tj. katowickie, pozbawione jest uniwersytetu. Sprawa ta urosła do rangi poważnego problemu […]. Stworzono Politechnikę, Akademię Medyczną, W(yższą) S(zkołę) P(edagogiczną). Lecz na uniwersytet zabrakło tchu…”.
W czerwcu 1962 roku podjęto efektywne próby zainstalowania Filii Uniwersytetu Jagiellońskiego w Krakowie w Katowicach, było to przełomowe wydarzenie dla inicjatywy tworzenia uniwersytetu. Początkowe plany uruchomienia w Katowicach zamiejscowych studiów humanistycznych uległy znacznej modyfikacji, ostatecznie otworzono kierunki matematyczne, fizyczne, nauki chemiczne? oraz studia prawnicze. Stanowisko prorektora do spraw Filii UJ objął prof. Kazimierz Popiołek. Ciągle żywa potrzeba utworzenia samodzielnego ośrodka uniwersyteckiego w miarę upływu czasu nabierała bardziej realnych kształtów, między innymi dzięki koncepcji połączenia dwóch uczelni – Wyższej Szkoły Pedagogicznej w Katowicach i Filii UJ w Katowicach. Rozmowy prowadzone z Ministerstwem Oświaty i Szkolnictwa Wyższego zaowocowały opracowaniem perspektyw rozwoju katowickiego ośrodka uniwersyteckiego, docelowo otwarcie uczelni przewidywano w roku 1975.
Ostatecznie decyzja Rady Państwa PRL w sprawie powołania uniwersytetu zapadła w 1968 roku, w Projekcie połączenia Wyższej Szkoły Pedagogicznej z Filią Uniwersytetu Jagiellońskiego możemy przeczytać: „[…] 3. Wnioskuje się, aby przed rozpoczęciem nowego roku akademickiego 1968/1969 do miesiąca września 1968 r. połączonym uczelniom Filii UJ i WSP nadać nazwę »UNIWERSYTET ŚLĄSKI W KATOWICACH«”. Na stanowisko rektora nowej uczelni powołany został prof. Kazimierz Popiołek, uroczysta inauguracja pierwszego roku akademickiego odbyła się 1 października 1968 roku. Uczelnia rozpoczęła działalność, licząc 5724 studentów (na studiach dziennych, wieczorowych i zaocznych) kształcących się na czterech wydziałach: Humanistycznym; Matematyki, Fizyki i Chemii; Prawa i Administracji; Wychowania Technicznego.

## Władze uczelni
Władze uczelni w kadencji 2024–2028:
- rektor: prof. dr hab. Ryszard Koziołek
- prorektor ds. finansów: prof. dr hab. Michał Daszykowski
- prorektor ds. studenckich i kształcenia: dr Katarzyna Trynda, prof. UŚ
- prorektor ds. nauki: dr hab. Agnieszka Turska-Kawa, prof. UŚ
- prorektor ds. współpracy międzynarodowej i krajowej: prof. dr hab. Tomasz Pietrzykowski

## Podstawowe statystyki
Od rozpoczęcia działalności jako uniwersytet w 1968 do 2009 studia na tej uczelni ukończyło około 141 tysięcy absolwentów, w tym ponad 75 tysięcy po studiach dziennych.
Według Webometrycznego rankingu uniwersytetów świata z stycznia 2024 roku, opracowanego przez hiszpański instytut Consejo Superior de Investigaciones Científicas uczelnia zajmuje 16 miejsce w Polsce wśród uniwersytetów, a na świecie 1162 pośród wszystkich typów uczelni.

## Centra badawcze[10]
- Centrum Badań Krytycznych nad Technologiami
- Centrum Badawcze Polityki Publicznej i Problemów Regulacyjnych
- Centrum Studiów Polarnych
- Interdyscyplinarne Centrum Badań nad Edukacją Humanistyczną
- Interdyscyplinarne Centrum Rozwoju Kadr
- Polsko-Chińskie Centrum Badań Środowiskowych
- Śląskie Centrum Wody
- Uniwersyteckie Laboratoria Kontroli Atmosfery (ULKA)
- Centrum Mikroskopowego Badania Materii SPIN-Lab
- Centrum Prawa Designu, Mody i Reklamy
- Centrum Badawcze Publicznego Prawa Konkurencji i Regulacji Sektorowych
- Centrum Badań Nordystycznych i Staroangielskich
- Centrum Badawcze GAME LAB
- Centrum Badań Romskich
- Centrum Badań Interdyscyplinarnych nad Folklorem Karpat
- Uniwersyteckie Centrum Kreatywnego Obywatelstwa
- Śląskie Centrum Inżynierii Prawa, Technologii i Kompetencji Cyfrowych CYBER SCIENCE
- Interdyscyplinarne Centrum Badań nad Wymiarem Sprawiedliwości
- Centre for Biomass Energy Research and Education
- Centrum Badań Groznawczych
- Interdyscyplinarne Centrum Badawcze Nauk Sądowych i Legislacji im. prof. Tadeusza Widły
- Centrum Projektowania i Syntezy Leków i Materiałów
- Centrum Badawcze Społecznej Aktywizacji Seniorów
- Śląskie Centrum Badań nad Pamięcią Regionalną i Transgraniczną
- Centrum Badań nad Bizancjum
- Centrum Badawcze Nowych Technik Genomowych
- Centrum Badań nad Dziedzictwem Nauki i Praktyki Prawa
- Centrum Badań Sztuki Nowych Mediów, Kultury i Technologii
- Centrum badań obiektów Światowego Dziedzictwa UNESCO w Tarnowskich Górach

## Program dydaktyczny
Od 22 lutego 1983 roku w strukturze uczelni działa również Uniwersytet Trzeciego Wieku, który funkcjonuje dzięki współpracy z innymi uczelniami w Katowicach: Śląski Uniwersytet Medyczny w Katowicach, Akademia Muzyczna im. Karola Szymanowskiego w Katowicach, Akademia Sztuk Pięknych w Katowicach oraz Akademia Wychowania Fizycznego im. Jerzego Kukuczki w Katowicach.

## Wydziały

### Do 30 września 2019
- Wydział Artystyczny (Cieszyn)
- Wydział Biologii i Ochrony Środowiska (Katowice)
- Wydział Etnologii i Nauk o Edukacji (Cieszyn)
- Wydział Filologiczny (Katowice/Sosnowiec)
- Wydział Informatyki i Nauki o Materiałach (Sosnowiec/Chorzów)
- Wydział Matematyki, Fizyki i Chemii (Katowice)
- Wydział Nauk o Ziemi (Sosnowiec)
- Wydział Nauk Społecznych (Katowice)
- Wydział Pedagogiki i Psychologii (Katowice)
- Wydział Prawa i Administracji (Katowice)
- Wydział Radia i Telewizji im. Krzysztofa Kieślowskiego (Katowice)
- Wydział Teologiczny (Katowice)

### Od 1 października 2019
- Szkoła Filmowa im. Krzysztofa Kieślowskiego
- Wydział Humanistyczny
- Wydział Nauk Przyrodniczych
- Wydział Nauk Społecznych
- Wydział Nauk Ścisłych i Technicznych
- Wydział Prawa i Administracji
- Wydział Sztuki i Nauk o Edukacji
- Wydział Teologiczny

## Jednostki ogólnouczelniane i międzywydziałowe[12]

### Szkoły doktorskie
- Szkoła Doktorska w Uniwersytecie Śląskim w Katowicach
- Międzynarodowa Środowiskowa Szkoła Doktorska przy Centrum Studiów Polarnych w Uniwersytecie Śląskim w Katowicach

### Kolegia
- Kolegium Indywidualnych Studiów Międzyobszarowych
- Szkoła Języka i Kultury Polskiej
- Studium Praktycznej Nauki Języków Obcych
- Centrum Wychowania Fizycznego i Sportu
- Kolegium Dydaktyki Ogólnouniwersyteckiej

### Jednostki powołane do prowadzenia innych form kształcenia
- Centrum Języka i Kultury Chińskiej
- Centrum Współpracy Polska-Korea Południowa
- Instytut Króla Sejonga w Katowicach
- Studium Intensywnej Nauki Języka Angielskiego

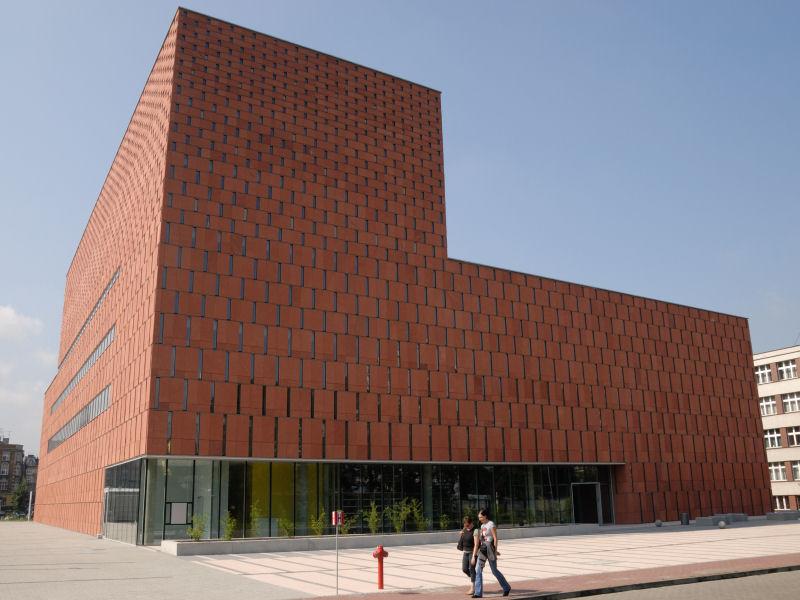
Centrum Informacji Naukowej i Biblioteka Akademicka (CINiBA, Katowice, ul. Bankowa 11a)

- Uniwersytet Otwarty UŚ
  - Centrum Dydaktyki
  - Centrum Studiów Podyplomowych
  - Uniwersytet Trzeciego Wieku

### Jednostki systemu biblioteczno-informacyjnego
- Biblioteka Uniwersytetu Śląskiego w Katowicach
- Centrum Informacji Naukowej i Biblioteka Akademickiej

Oddziały Specjalistyczne Biblioteki Uniwersytetu Śląskiego:
- American Corner Katowice – Centrum Kultury i Informacji Amerykańskiej
- Biblioteka Prawnicza
- Biblioteka Nauk Społecznych
- Biblioteka Teologiczna
- Biblioteka Sztuki Filmowej
- Biblioteka Nauk o Ziemi
- Biblioteka Neofilologiczna
- Biblioteka w Cieszynie – Oddział Biblioteki Uniwersytetu Śląskiego w Cieszynie

### Jednostki powołane do prowadzenia działalności usługowej i pomocniczej
- Archiwum Uniwersytetu Śląskiego
- Centrum Usług Tłumaczeniowych
- Muzeum Nauk o Ziemi w Sosnowcu
- Wydawnictwo Uniwersytetu Śląskiego

## Kampusy i budynki uczelniane

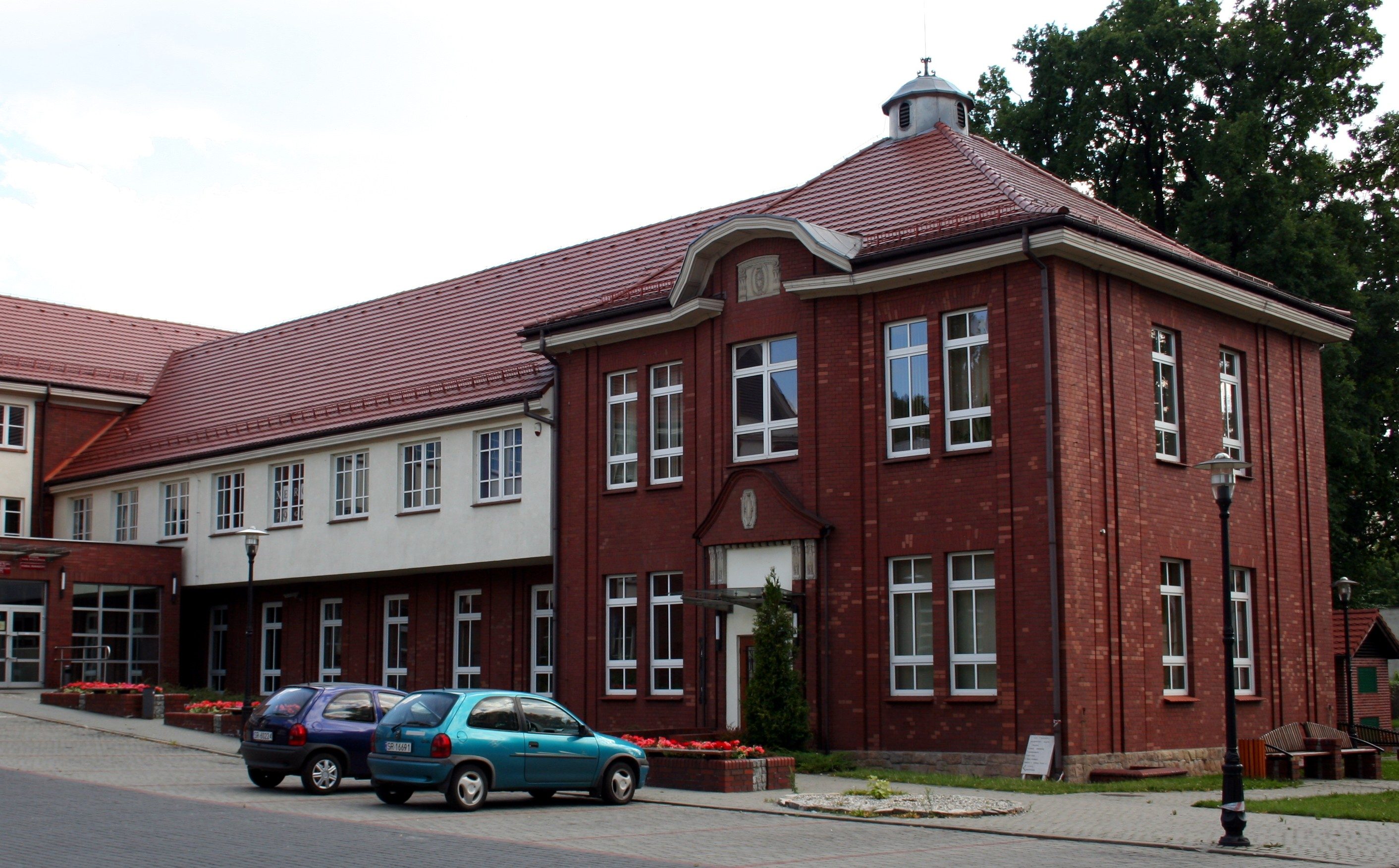
Dawna Filia UŚ w Rybniku (ul. Rudzka 13)

Siedziba władz uczelni i większości wydziałów znajduje się w Katowicach. Pozostałe wydziały i inne jednostki dydaktyczne uczelni zlokalizowane są w innych miastach województwa śląskiego: Cieszynie, Chorzowie i Sosnowcu. Od października 2001 r. do 30 września 2013 r. w Rybniku, Uniwersytet Śląski w Katowicach współtworzył razem z Uniwersytetem Ekonomicznym w Katowicach oraz Politechniką Śląską kampus akademicki zwany Zespołem Szkół Wyższych. Do 2009 roku w Jastrzębiu Zdroju funkcjonował Ośrodek Dydaktyczny Uniwersytetu Śląskiego w Katowicach, początki tej jednostki dydaktycznej sięgają 1998 roku.

## Badania naukowe
Wysoki poziom badań naukowych potwierdzają m.in. kategorie jednostek przyznane przez ministra nauki i szkolnictwa wyższego w ocenie parametrycznej jednostek naukowych oraz przyznanie statusu KNOW Centrum Studiów Polarnych, w którym jednostką wiodącą jest Wydział Nauk o Ziemi Uniwersytetu Śląskiego w Katowicach.
W konkursie ogłoszonym przez ministra nauki i szkolnictwa wyższego Centrum uzyskało status Krajowego Naukowego Ośrodka Wiodącego (KNOW) w obszarze nauk przyrodniczych w dziedzinie nauk o Ziemi na okres od 1 stycznia 2014 r. do 31 grudnia 2018 r.
O status KNOW mogą ubiegać się m.in. jednostki prowadzące badania naukowe na najwyższym poziomie oraz zapewniające wysokiej jakości kształcenie.

## Publikacje

### Czasopisma[15]
- Chowanna
- Ecumeny and Law
- Er(r)go. Teoria - Literatura - Kultura
- Fabrica Litterarum Polono-Italica
- Folia Philosophica
- Forum Lingwistyczne
- Forum Polityki Kryminalnej
- Górnośląskie Studia Socjologiczne. Seria Nowa
- International Journal of Research in E-learning
- Iudaica Russica
- Loci Communes
- Logopedia Silesiana
- Neophilologica
- No Limits
- Paidia i Literatura
- Philosophy and Canon Law
- Political Preferences
- Postscriptum Polonistyczne
- Prawne Problemy Górnictwa i Ochrony Środowiska
- Problemy Prawa Karnego
- Problemy Prawa Prywatnego Międzynarodowego
- "Przegląd Prawa Własności Intelektualnej"
- Przegląd Rusycystyczny
- Przekłady Literatur Słowiańskich
- Rana. Literatura - Doświadczenie - Tożsamość
- Review of International American Studies
- Romanica Silesiana
- Rusycystyczne Studia Literaturoznawcze
- Studia Etnologiczne i Antropologiczne
- Studia Pastoralne
- Studia Politicae Universitatis Silesiensis
- Śląskie Studia Historyczno-Teologiczne
- Śląskie Studia Polonistyczne
- Średniowiecze Polskie i Powszechne
- Theory and Practice of Second Language Acquisition
- Wieki Stare i Nowe
- Wortfolge. Szyk Słów
- Zoophilologica. Polish Journal of Animal Studies
- Z Dziejów Prawa
- Z Problematyki Prawa Pracy i Polityki Socjalnej
- Z Teorii i Praktyki Dydaktycznej Języka Polskiego
- Nowa Biblioteka. Usługi, Technologie Informacyjne i Media
- Narracje o Zagładzie

## Współpraca międzynarodowa
Uniwersytet Śląski w Katowicach jest stroną ponad 250 międzynarodowych umów, dzięki którym możliwa jest wymiana studentów i kadry naukowo-dydaktycznej, a także prowadzenie wspólnych badań naukowych. Jednocześnie uczelnia aktywnie uczestniczy w międzynarodowych programach edukacyjnych i badawczych, należy również do międzynarodowych organizacji akademickich, w tym m.in.: IAU, CRE, AUDEM, IAUP, CBUR.

## Rektorzy
1. Kazimierz Popiołek 1968–1972 (2 lipca 1968 – 30 września 1972)[16]
2. Henryk Rechowicz  1972–1980 (1 października 1972 – 5 grudnia 1980)[16]
3. Sędzimir Klimaszewski 1980–1981, 1982–1990 (p.o. Rektora 5 grudnia 1980 – 15 grudnia 1980; Rektor: 16 grudnia 1980 – 30 września 1981, 1 czerwca 1982 – 30 września 1984, 1 października 1984 – 30 września 1987, 1 października 1987 – 30 listopada 1990)[16]
4. August Chełkowski 1981–1982 (1 października 1981 – 16 stycznia 1982)[16]
5. Maksymilian Pazdan 1990–1996 (1 grudnia 1990 – 31 sierpnia 1993, 1 września 1993 – 31 sierpnia 1996)[16]
6. Tadeusz Sławek 1996–2002 (1 września 1996 – 31 sierpnia 1999, 1 września 1999 – 31 sierpnia 2002)[16]
7. Janusz Janeczek 2002–2008 (1 września 2002 – 31 sierpnia 2005, 1 września 2005 – 31 sierpnia 2008)[16]
8. Wiesław Banyś 2008–2016 (1 września 2008 – 31 sierpnia 2012, 1 września 2012 – 31 sierpnia 2016)[16]
9. Andrzej Kowalczyk 2016–2020 (1 września 2016 – 31 sierpnia 2020)[16]
10. Ryszard Koziołek od 2020 (od 1 września 2020 na kadencję do 31 sierpnia 2024, 16 kwietnia 2024 roku wybrany na kolejną kadencję 2024-2028)[17][18]